# Darling in the Franxx
Darling in the Franxx (ダーリン・イン・ザ・フランキス, Dārin In Za Furankisu), abreviado como DarliFra (ダリフラ, DariFura)  é um anime de ficção científica e romance japonês, produzido pelo CloverWorks e animado pelo estúdio Trigger Junto Com a A-1 Pictures que estreou em 13 de janeiro de 2018. A série foi anunciada na Anime Expo de 2017. Uma adaptação para mangá por Kentaro Yabuki e uma série de tirinhas mangá começaram a ser produzidos em 14 de janeiro de 2017.
O anime começou sua distribuição internacional, simultaneamente a seu lançamento, utilizando o serviço da Crunchyroll. A Funimation começou o dublar a série em 1 de fevereiro.

## Sinopse

### Enredo
Em um futuro pós-apocalíptico, a humanidade está sob ameaça constante de criaturas gigantes conhecidas apenas como "urrossauros" (叫竜), que são subdivididos em pelo menos quatro categorias de acordo com a sua dimensão: "Conrad",  "Mohorovičić",  "Gutenberg" e "(Super) Lehmann". Empurrados para a beira da aniquilação, os remanescentes da humanidade que são conduzidos por uma misteriosa organização conhecida como APE abandonam a superfície da Terra, agora um deserto sem vida, para a relativa segurança de cidades fortalezas móveis conhecidas como "latifúndios". Para defender os latifúndios dos urrossauros, casais de crianças chamadas "parasitas", se tornam pilotos de robôs gigantes conhecido como "Franxx" (フランキス, Furankisu).
Hiro é um prodígio ex-candidato a piloto que por não conseguir sincronizar com sua parceira não completam o programa de treinamento. Enquanto ignorando a cerimônia de formatura da sua classe, Hiro encontra Zero Two, uma infame pilota de Franxx com sangue de urrossauro e chifres vermelhos que o leva como seu parceiro para deter outro ataque de urrossauro. O rumor é que quem pilota com ela três vezes morre, mas ela começa imediatamente a gostar dele e a chamá-lo de "amado" (darling).

### Definições
Darling in the Franxx se passa em um futuro distópico e pós-apocalíptico onde os remanescentes da civilização humana abandonaram a superfície do planeta. Adultos e crianças existem em ambientes contrastantes entre si. Os adultos vivem em cidades tecnológicas (latifúndios) chamados de "plantações" (plantations).
As crianças são chamadas de "parasitas", sendo elas destituídos de individualidade, e educadas apenas para pilotarem Franxxs em pares (um menino e uma menina) para defender a humanidade. Os parasitas são mantidos em isolamento da sociedade adulta em ambientes apelidados de "gaiolas", que simulam uma época antiga, para que eles possam desenvolver as respostas emocionais necessárias para pilotarem um Franxx.

## Mídia

### Anime
O anime de 24 episódios foi dirigido por Atsushi Nishigori com Nishigori e Naotaka Hayashi, Masayoshi Tanaka desenhando os personagens, Shigeto Koyama como designer mecânico, Hiroyuki Imaishi como diretor de animação e Asami Tachibana como compositor. A música tema de abertura Kiss of Death é interpretada por Mika Nakashima e produzida por Hyde, enquanto que a música de encerramento, intitulada Torikago, (ep 1-6), Manatsu no Setsuna (ep. 7), Beautiful World (ep. 8-12, 14), Hitori (ep.13), Escape (ep. 16-20) e Darling (ep. 21-23) são interpretadas por XX.me (lê-se "Kiss Me").
No Brasil, o anime está sendo trasmitido pela Loading, em parceria com o serviço de streaming Crunchyroll, desde 24 de janeiro de 2021.

### Mangá
Uma adaptação para mangá por Kentaro Yabuki e um spin-off em formato de tirinhas mangá começaram a serem lançados no site Shonen Jump Plus em 14 de janeiro de 2018.
| N.º | Data de lançamento     | ISBN              |
| --- | ---------------------- | ----------------- |
| 1   | 2 de fevereiro de 2018 | 978-4-08-881454-4 |
| 2   | 2 de maio de 2018      | 978-4-08-881493-3 |
| 3   | 4 de outubro de 2018   | 978-4-08-881620-3 |
| 4   | 4 de fevereiro de 2019 | 978-4-08-881752-1 |
| 5   | 2 de maio de 2019      | 978-4-08-881854-2 |
| 6   | 4 de setembro de 2019  | 978-4-08-882048-4 |
| 7   | 4 de janeiro de 2020   | 978-4-08-882196-2 |

As tirinhas pararam de ser produzidas em 11 de julho de 2018 e foram compiladas em um livro colorido já em 4 de outubro do mesmo ano.
| N.º | Data de lançamento   | ISBN              |
| --- | -------------------- | ----------------- |
| 1   | 4 de outubro de 2018 | 978-4-08-881621-0 |

### Trilha sonora
A trilha sonora foi composta por Asami Tachibana e publicada pela Aniplex. O primeiro álbum contém 21 músicas e estava incluso na primeira coletânea de Blu-ray e DVD lançada em 25 de abril de 2018. O segundo álbum também contém 21 músicas e foi adicionado na quarta coletânea de Blu-ray e DVD lançada em 25 de julho de 2018. O terceiro disco contém 23 músicas, contido na quinta coletânea de Blu-ray e DVD lançada em 29 de Agosto de 2018.
| Darling in the Franxx Trilha Sonora Original Volume 1 |                                                         |                    |                  |         |  |
| N.º                                                   | Título                                                  | Compositor(es)     | Interpretada por | Duração |  |
| 1.                                                    | "cÅGE"                                                  | cAnON.             | Anna Pingina     | 4:56    |  |
| 2.                                                    | "Vanquish"                                              | Benjamin, mpi      | Monique Dehaney  | 2:40    |  |
| 3.                                                    | "Odds and ends"                                         |                    |                  | 2:23    |  |
| 4.                                                    | "o-DOR"                                                 |                    |                  | 1:48    |  |
| 5.                                                    | "Dino-S"                                                |                    |                  | 2:01    |  |
| 6.                                                    | "BEAST"                                                 |                    |                  | 2:46    |  |
| 7.                                                    | "Counterattack"                                         |                    |                  | 3:03    |  |
| 8.                                                    | "Operation"                                             |                    |                  | 3:04    |  |
| 9.                                                    | "Reversal"                                              |                    |                  | 2:47    |  |
| 10.                                                   | "In the FRANXX"                                         |                    |                  | 2:09    |  |
| 11.                                                   | "Trente"                                                |                    |                  | 1:51    |  |
| 12.                                                   | "Distopia"                                              |                    |                  | 1:52    |  |
| 13.                                                   | "Godliness"                                             |                    |                  | 2:20    |  |
| 14.                                                   | "Aile"                                                  |                    |                  | 2:24    |  |
| 15.                                                   | "Clarity"                                               |                    |                  | 2:29    |  |
| 16.                                                   | "Nuance"                                                |                    |                  | 1:50    |  |
| 17.                                                   | "Miel"                                                  |                    |                  | 1:30    |  |
| 18.                                                   | "Dropping"                                              |                    |                  | 2:08    |  |
| 19.                                                   | "CODE:002"                                              |                    |                  | 2:36    |  |
| 20.                                                   | "VICTORIA"                                              |                    |                  | 3:06    |  |
| 21.                                                   | "Torikago (BGM-Rearrange)" (arranged by Kohta Yamamoto) | Katsuhiko Sugiyama |                  | 1:55    |  |
| Duração total:                                        | Duração total:                                          | Duração total:     | Duração total:   | 51:38   |  |

| Darling in the Franxx Trilha Sonora Original Volume 2 |                         |                |                  |         |  |
| N.º                                                   | Título                  | Compositor(es) | Interpretado por | Duração |  |
| 1.                                                    | "FUSE"                  | Benjamin, mpi  | Claudia Vazquez  | 3:01    |  |
| 2.                                                    | "Battle Cry"            | Dj L-Spade     | Dj L-Spade       | 3:30    |  |
| 3.                                                    | "Your smile"            |                |                  | 2:17    |  |
| 4.                                                    | "Abandoned Places"      |                |                  | 1:41    |  |
| 5.                                                    | "The Seven Sages"       |                |                  | 1:43    |  |
| 6.                                                    | "Klaxosaur"             |                |                  | 2:23    |  |
| 7.                                                    | "Gutenberg"             |                |                  | 2:23    |  |
| 8.                                                    | "Shady History"         |                |                  | 2:37    |  |
| 9.                                                    | "ADuLt"                 |                |                  | 1:35    |  |
| 10.                                                   | "One's Word"            |                |                  | 1:52    |  |
| 11.                                                   | "Vita"                  |                |                  | 1:53    |  |
| 12.                                                   | "CHiLDRen"              |                |                  | 1:31    |  |
| 13.                                                   | "CODE:015"              |                |                  | 2:52    |  |
| 14.                                                   | "Lilac"                 |                |                  | 1:52    |  |
| 15.                                                   | "Red Hibiscus"          |                |                  | 2:28    |  |
| 16.                                                   | "The Sands"             |                |                  | 2:09    |  |
| 17.                                                   | "Boys×Girls"            |                |                  | 1:44    |  |
| 18.                                                   | "VICTORIA -piano ver.-" |                |                  | 3:10    |  |
| 19.                                                   | "Lilac -guitar ver.-"   |                |                  | 1:51    |  |
| 20.                                                   | "Mistilteinn"           |                |                  | 2:30    |  |
| 21.                                                   | "D#regards"             | cAnON.         | Anna Pingina     | 4:12    |  |
| Duração total:                                        | Duração total:          | Duração total: | Duração total:   | 48:34   |  |

| Darling in the Franxx Trilha Sonora Original Volume 3 |                                                                       |                    |                  |         |  |
| N.º                                                   | Título                                                                | Compositor(es)     | Interpretado por | Duração |  |
| 1.                                                    | "CODE:016"                                                            |                    |                  | 2:29    |  |
| 2.                                                    | "RoCco"                                                               |                    |                  | 1:59    |  |
| 3.                                                    | "Lotus"                                                               |                    |                  | 1:59    |  |
| 4.                                                    | "CODE:001"                                                            |                    |                  | 2:26    |  |
| 5.                                                    | "CoiL"                                                                |                    |                  | 3:16    |  |
| 6.                                                    | "DESPAIR"                                                             |                    |                  | 2:25    |  |
| 7.                                                    | "InVaDeR"                                                             |                    |                  | 2:44    |  |
| 8.                                                    | "GLADIOLUS"                                                           |                    |                  | 3:52    |  |
| 9.                                                    | "JUSTICE"                                                             |                    |                  | 2:20    |  |
| 10.                                                   | "Requiem"                                                             |                    |                  | 2:55    |  |
| 11.                                                   | "Cherry blossoms"                                                     |                    |                  | 2:23    |  |
| 12.                                                   | "HIRO and ZERO TWO"                                                   |                    |                  | 3:41    |  |
| 13.                                                   | "cÅGE -piano ver.-"                                                   |                    |                  | 1:57    |  |
| 14.                                                   | "JUSTICE -Epiano ver.-"                                               |                    |                  | 2:28    |  |
| 15.                                                   | "Pray for.."                                                          |                    |                  | 5:49    |  |
| 16.                                                   | "cÅGE -SPS ver.-"                                                     |                    |                  | 2:43    |  |
| 17.                                                   | "FUSE -instrumental-"                                                 |                    |                  | 3:01    |  |
| 18.                                                   | "Battle Cry -instrumental-"                                           |                    |                  | 3:30    |  |
| 19.                                                   | "Vanquish -instrumental-"                                             |                    |                  | 2:40    |  |
| 20.                                                   | "D#regards -instrumental-"                                            |                    |                  | 4:12    |  |
| 21.                                                   | "cÅGE -instrumental-"                                                 |                    |                  | 4:55    |  |
| 22.                                                   | "Torikago (BGM-Rearrange) -guitar ver.-" (Arranged by Kohta Yamamoto) | Katsuhiko Sugiyama |                  | 2:56    |  |
| Duração total:                                        | Duração total:                                                        | Duração total:     | Duração total:   | 1:06:40 |  |

## Recepção

### Recepção da crítica
Darling in the Franxx recebeu diversas críticas positivas, mais especificamente devido a seus elementos de amadurecimento dos personagens. Entretanto alguns temas da série foram recebidos com controvérsia, tendo o fim da série recebido reações mistas. Eric Van Allen do site Kotaku descreveu a série como dispondo de "momentos brilhantes que vão ficar comigo tal como o fim apressado e áspero", e sendo "realmente fascinante acompanhá-la, com exceção do fim".
Skyler Allen do A Piece of Anime gostou da primeira metade da série, descrevendo-a como "excelente, partindo de uma história mecha com muito coração por trás", mas descreveu a conclusão como "uma bagunça tematicamente incoerente".
Kyle Rogacion do Goomba Stomp descreveu-a como "uma história de amadurecimento dirigida pelos próprios personagens", porém criticou o fim pois "evitou tudo de grande que foi feito e optou pela saída mais fácil".
No entanto Random Curiosity fez uma crítica mais positiva sobre o final da série, salientando que a série será "bem lembrada pelas temporadas futuras" e que nos "manteve fixos e ansiosos por cada novo episódio que viria ao ar".